# 林隆
林 隆（はやし たかし、1951年2月14日 - ）は、日本の実業家。大成有楽不動産株式会社元代表取締役社長、大成建設株式会社元常務執行役員、大成建設ハウジング株式会社元代表取締役社長。

## 人物・経歴
1951年2月14日生まれ。東京都出身。1974年3月、立教大学経済学部経済学科卒業。同年4月、大成建設株式会社入社。同社執行役員住宅事業本部長などを経て、2006年大成建設ハウジング株式会社代表取締役社長に就任。2009年、大成建設常務役員調達本部長、2010年、同社常務執行役員を歴任。
2012年4月、大成有楽不動産株式会社代表取締役社長に就任。